# Louis Auguste Joseph Desrousseaux
Louis Auguste Joseph Desrousseaux  (* 1753-1838) fue un botánico y pteridólogo francés. Fue un contribuyente a la "Encyclopedia Botanique" de Lamarck", de 1783 a 1796. También contribuyó en los tomos sobre botánica de la Encyclopédie méthodique.
- La abreviatura «Desr.» se emplea para indicar a Louis Auguste Joseph Desrousseaux como autoridad en la descripción y clasificación científica de los vegetales.[1]

Produjo una abundante obra en la identificación y clasificación de nuevas especies, en número de 414 registros 